# Populus × acuminata
Populus × acuminata (лат.) — вид деревьев гибридного происхождения из рода Тополь (Populus) семейства Ивовые (Salicaceae).
Гибрид естественно происхождения, встречающийся в природе на пересечении ареалов североамериканских видов тополя узколистного (Populus angustifolia) и тополя дельтовидного (Populus deltoides)
Произрастает в Скалистых горах Северной Америки.
Ареал тянется от Канады до севера Мексики, проходя по Альберте, Монтане, Дакоте, Юте, Небраске, Колорадо, Техасу, Нью-Мексико, Аризоне, северо-западной и северо-восточной Мексике.
Тенистое дерево, предпочитающее расти на высоте от 4500 до 8500 футов.
Принимая во внимание склонность растения, как и других тополей, к быстрому неконтролируемому распространению, некоторые муниципалитеты ограничивают их посадки. В других местах, например Форт-Коллинс, Колорадо, власти напротив, высаживают аллеи с множеством тополей этого вида.

## Таксономия
Populus acuminata Rydb., Bulletin of the Torrey Botanical Club 20(2): 50, pl. 141. 1893.

### Синонимы
- Populus × hinckleyana Correll, Wrightia 2(2): 45–47, f. 8. 1960.
- Populus × intercurrens Goodrich & S.L.Welsh, A Utah Flora: Third Edition, revised 583. 2003.